# Грей (Теннессі)
Грей (англ. Gray) — переписна місцевість (CDP) в США, в окрузі Вашингтон штату Теннессі. Населення — 1293 особи (2020).

## Географія
Грей розташований за координатами 36°25′16″ пн. ш. 82°28′35″ зх. д. / 36.42111° пн. ш. 82.47639° зх. д. (36.421146, -82.476467).  За даними Бюро перепису населення США в 2010 році переписна місцевість мала площу 3,89 км², з яких 3,88 км² — суходіл та 0,01 км² — водойми.

## Демографія
Згідно з переписом 2010 року, у переписній місцевості мешкали 1222 особи в 548 домогосподарствах у складі 358 родин. Густота населення становила 314 осіб/км².  Було 607 помешкань (156/км²).
Расовий склад населення:
| - 96,4 % — білих - 0,7 % — чорних або афроамериканців - 0,2 % — корінних американців - 0,2 % — азіатів - 0,1 % — вихідців з тихоокеанських островів - 1,0 % — осіб інших рас |

До двох чи більше рас належало 1,4 %. Частка іспаномовних становила 2,0 % від усіх жителів.
За віковим діапазоном населення розподілялося таким чином: 19,8 % — особи молодші 18 років, 63,3 % — особи у віці 18—64 років, 16,9 % — особи у віці 65 років та старші. Медіана віку мешканця становила 38,6 року. На 100 осіб жіночої статі у переписній місцевості припадало 88,6 чоловіків;  на 100 жінок у віці від 18 років та старших — 90,3 чоловіків також старших 18 років.
Середній дохід на одне домашнє господарство  становив 53 378 доларів США (медіана — 51 542), а середній дохід на одну сім'ю — 57 737 доларів (медіана — 56 056). За межею бідності перебувало 9,4 % осіб, у тому числі 18,7 % дітей у віці до 18 років та 6,0 % осіб у віці 65 років та старших.
Цивільне працевлаштоване населення становило 950 осіб. Основні галузі зайнятості: освіта, охорона здоров'я та соціальна допомога — 29,2 %, виробництво — 16,8 %, мистецтво, розваги та відпочинок — 11,2 %, транспорт — 10,8 %.